# Nadine Keßler
Nadine Keßler (* 4. April 1988 in Landstuhl) ist eine ehemalige deutsche Fußballspielerin. Zwischen 2004 und 2009 spielte die Mittelfeldspielerin beim 1. FC Saarbrücken hauptsächlich in der 2. Bundesliga und erreichte mit dem Verein zweimal den Aufstieg in die Bundesliga. Dort wurde sie 2006 mit der Fritz-Walter-Medaille in Silber als beste Nachwuchsspielerin ihres Jahrgangs ausgezeichnet. Nach dem zweiten Aufstieg wechselte sie 2009 zum 1. FFC Turbine Potsdam; zuletzt spielte sie bis 2016 für den VfL Wolfsburg.
Mit Potsdam und Wolfsburg wurde sie viermal Deutsche Meisterin und gewann dreimal die Champions League. 2014 wurde Keßler als Schlüsselspielerin bei den Wolfsburger Erfolgen in Meisterschaft und Champions League zu Europas Fußballerin und zur FIFA-Weltfußballerin des Jahres gewählt. Seit 2010 gehörte sie außerdem zum Kader der deutschen Nationalmannschaft, mit der sie 2013 Europameisterin wurde. Im April 2016 beendete sie verletzungsbedingt ihre Karriere.

## Leben
Geboren 1988 in Landstuhl, wuchs Keßler im nahen Weselberg auf, wo sie auch Kindergarten und Grundschule besuchte. Nach dem Abitur 2007 am Sickingen-Gymnasium in Landstuhl begann sie im Oktober 2007 ihre Grundausbildung bei der Bundeswehr. Sie war in einer Sportfördergruppe der Sportschule der Bundeswehr in Warendorf stationiert und bekleidete den Dienstgrad eines Hauptgefreiten. Parallel begann sie ein Studium zur Fitnessökonomin, das sie 2012 erfolgreich abschloss. Danach arbeitete sie bei einer Agentur für Kommunikationsdesign.
2009 war Keßler für die saarländische SPD Mitglied der 13. Bundesversammlung.
Im Januar 2023 heiratete sie ihre langjährige Lebensgefährtin Emily Shaw.

## Werdegang

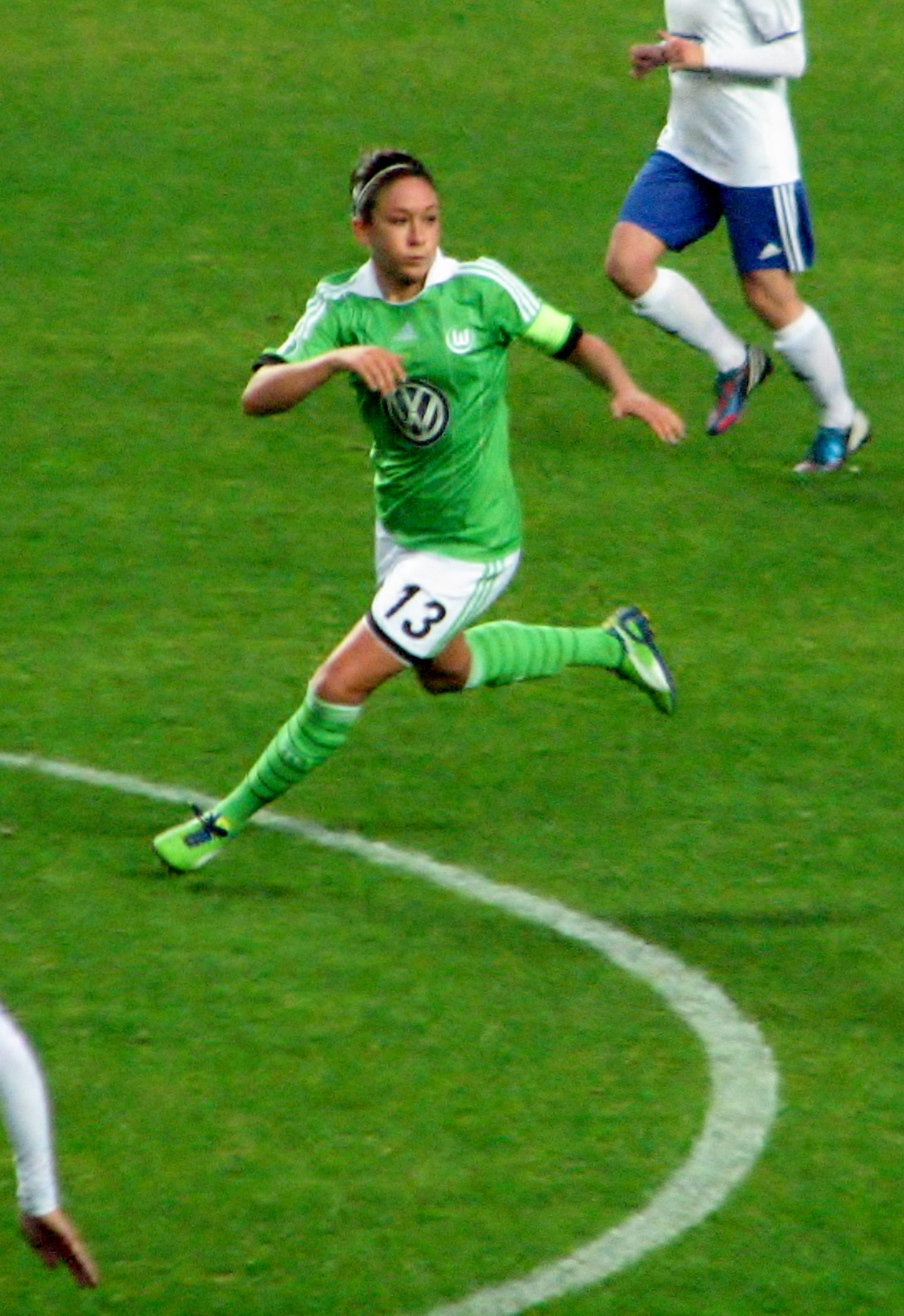
Nadine Keßler beim VfL Wolfsburg in Aktion (2013)

### Vereinsspielerin
Nadine Keßler begann ihre Karriere beim SV Herschberg. Über den SV Hermersberg und den SC Weselberg wechselte sie 2004 zum Bundesligaabsteiger 1. FC Saarbrücken. 2006 wurde sie Torschützenkönigin der 2. Bundesliga Süd, verpasste mit ihrer Mannschaft am letzten Spieltag den Aufstieg. Ein Jahr später wurde sie erneut Torschützenkönigin und stieg mit Saarbrücken in die Bundesliga auf. Im Jahr 2008 erreichte sie mit ihrer Vereinsmannschaft das DFB-Pokalfinale, unterlag jedoch dem 1. FFC Frankfurt mit 1:5. Nadine Keßler zog sich am 12. Mai 2008 im Spiel gegen den VfL Wolfsburg in der 42. Minute eine Knorpelabsplitterung hinter der Kniescheibe zu. 2009 stieg sie mit Saarbrücken erneut in die Bundesliga auf, wechselte aber zusammen mit Josephine Henning zum 1. FFC Turbine Potsdam. Mit Turbine wurde sie 2010 Deutscher Meister und gewann den DFB-Hallenpokal sowie die Champions League der Frauen.

#### VfL Wolfsburg
Zur Saison 2011/12 wechselte Keßler zum VfL Wolfsburg, mit dem sie am Saisonende den 2. Ligaplatz erreichte. Somit konnte sich der VfL erstmals für die Champions League qualifizieren. In der Folge erlebte die verletzungsanfällige Keßler die erfolgreichsten zwei Jahre ihrer Karriere: Mit ihrem Verein gewann sie das Triple: In der Meisterschaft sowie im DFB-Pokal setzten die Wölfinnen sich gegen Potsdam durch und in der Champions League besiegte man überraschend den Titelträger der letzten zwei Jahre Olympique Lyon. In der Saison 2013/14 gewann sie mit ihrem Team erneut Meisterschaft und Champions League und wurde dafür zu Beginn der folgenden Saison von der UEFA zu Europas Fußballerin des Jahres gekürt. Im Januar 2015 folgte die Auszeichnung als Weltfußballerin des Jahres. 2014/15 wurde Keßler mit dem VfL Wolfsburg DFB-Pokalsieger und Vizemeister, kam jedoch verletzungsbedingt in der gesamten Saison nur noch zu einem Kurzeinsatz in der Bundesliga.

### Nationalspielerin

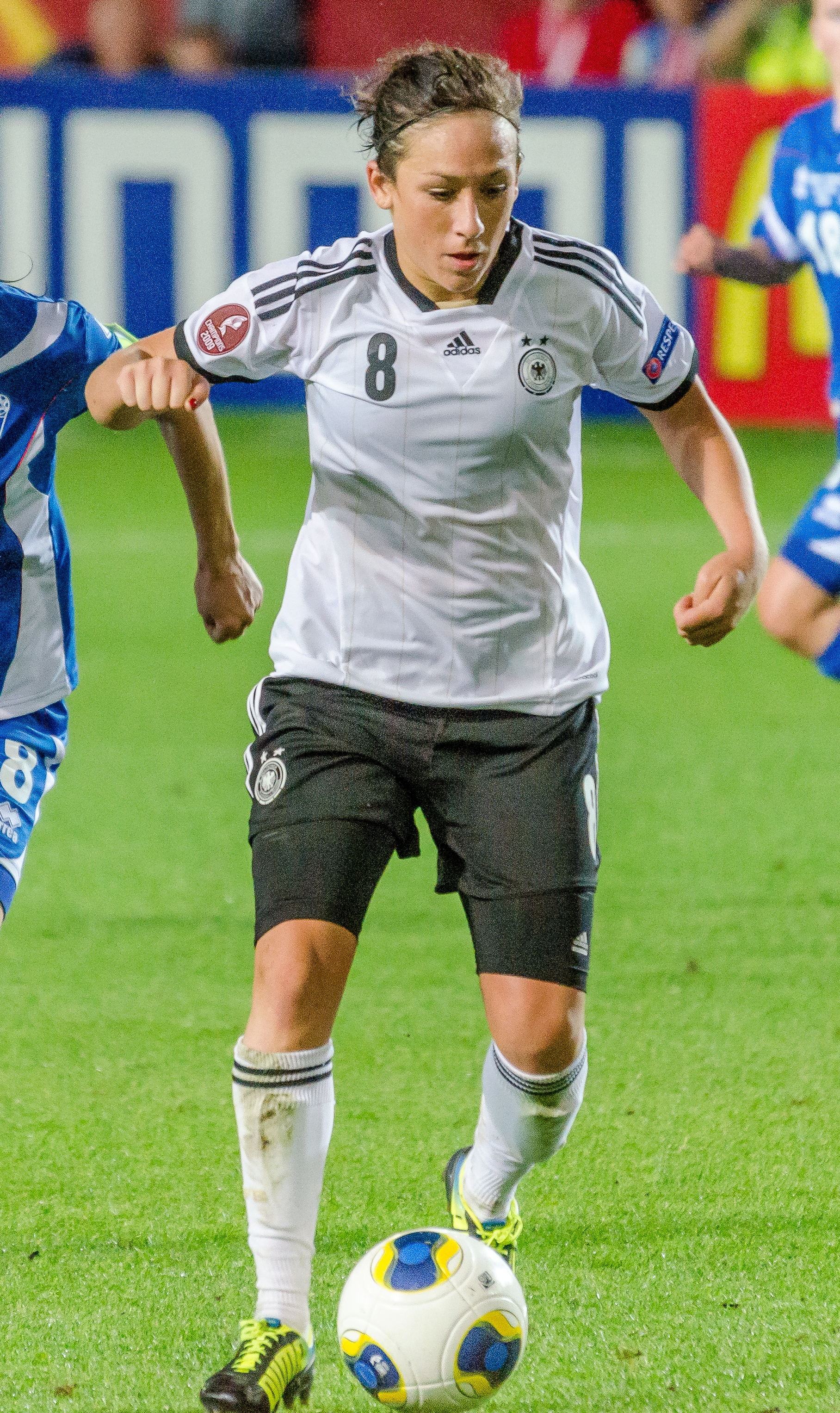
Nadine Keßler bei der Europameisterschaft 2013

Mit der U-19-Nationalmannschaft gewann Keßler 2006 die Europameisterschaft. Bei der U-20-Weltmeisterschaft 2006 erreichte sie mit ihrer Mannschaft das Viertelfinale (1:4-Niederlage gegen USA). Im Juli 2007 verteidigte sie mit der U-19-Auswahl den Europameistertitel. Mit der U-20-Auswahl konnte sie bei der Weltmeisterschaft in Chile den dritten Platz erreichen. Am 22. Februar 2010 wurde Keßler erstmals in den Kader der A-Nationalmannschaft für den Algarve-Cup berufen. Während des Turniers debütierte sie im Spiel gegen Finnland und erzielte beim 7:0 direkt ihr erstes Tor. Bei der Europameisterschaft 2013 in Schweden wurde sie Europameisterin.
Keßler gehörte auch zum Kader, der beim Algarve-Cup 2014 den Titel gewann. Im Finale gegen Japan wurde sie zur zweiten Halbzeit eingewechselt und erzielte mit ihrem ersten Ballkontakt die 1:0-Führung. Am 12. März 2015 musste sich Nadine Keßler erneut einer Operation am Knie unterziehen, wodurch sie für die Weltmeisterschaft 2015 in Kanada ausfiel. Es war seit ihrem 18. Lebensjahr bereits der neunte Eingriff.
Am 14. April 2016 beendete sie wegen anhaltender Knieprobleme ihre aktive Karriere.

### UEFA-Funktionärin
Seit dem Sommer 2016 ist Keßler zusammen mit Camille Abily, Verónica Boquete, Laura Georges, Stephanie Houghton und Lotta Schelin UEFA-Botschafterin für die Entwicklung des Frauenfußballs. Daneben ist sie seit März 2017 Beraterin zur Überwachung der Entwicklung des Frauenfußballs bei der UEFA in Nyon. Derzeit leitet sie die Abteilung Frauenfußball.

## Erfolge

### Als Vereinsspielerin
- Champions-League-Siegerin: 2010, 2013, 2014
- Deutsche Meisterin: 2010, 2011, 2013, 2014
- DFB-Pokal-Siegerin: 2013,  2015, 2016
- Meister der 2. Bundesliga Süd: 2007, 2009
- Torschützenkönigin der 2. Bundesliga Süd: 2006, 2007
- DFB-Hallenpokalsiegerin: 2010

### Als Nationalspielerin
- Europameisterin: 2013
- Algarve-Cup-Siegerin: 2014
- U-19-Europameisterin: 2006, 2007
- U-17-Nordic-Cup-Siegerin: 2005

## Auszeichnungen
- Fritz-Walter-Medaille in Silber: 2006
- Europas Fußballerin des Jahres: 2014
- FIFA-Weltfußballerin des Jahres: 2014